# تد کرول
تد کرول (انگلیسی: Ted Kroll؛ ۴ اوت ۱۹۱۹ – ۲۳ آوریل ۲۰۰۲) یک گلف‌باز بود.
وی همچنین برنده جوایزی همچون پرپل هارت شده است.